# Dimítrios Makrís
Dimítrios Makrís (grec moderne : Δημήτριος Μακρής) né en 1772 en Étolie-Acarnanie et mort en 1841, était un combattant de la guerre d'indépendance grecque. Il a participé à de nombreuses batailles contre les Ottomans, dont celles de Missolonghi. Il se retira chez lui après la fin de la guerre, sans se mêler de la vie politique.

## Vie familiale
Dimítrios Makrís est né en 1772 à Gavaloú (en). Son père, Evangelos Makris, avait pris part à la révolte de 1770. Après sa mort, Dimitrios devint kapétan du district de Zygós (la région montagneuse au nord de Missolonghi). Pendant le siège de Missolonghi, il a épousé en 1826 Eupraxia, fille d'un notable de la ville, Stamos Razis. Il a eu au moins un fils, Nikolaos, qui a publié en 1908 une Histoire de Missolonghi.

## Rôle pendant la guerre d'indépendance
Makrís était un klephte qui a d'abord fait partie de la bande du kapétan Giórgos Sfaltos. Il a été initié à la Filiki Eteria peu avant le soulèvement, en 1819.
Le 5 mars 1821, avec sa troupe de 18 pallikares, il vole aux Turcs l'argent de l'impôt transporté par une caravane de Missolonghi à Naupacte. La somme revenait ainsi ironiquement aux Grecs pour les aider à s'armer.
Il combattit ensuite à Agrinio (anciennement Vrachori), où il s'enrichit en participant au pillage des Turcs
Durant l'été 1821, il fortifie Missolonghi et participe à la défense de la ville pendant les deux premiers sièges en 1822 et 1823.
En 1824, il a défendu Lidoriki contre Omer Pacha et Dervich Pacha, sous les ordres d'Alexandros Mavrokordatos.
Au cours de l'été 1824 il faisait partie, avec Georgakis Tsongas, Stournaris et Rangos, de l'armée organisée par Mavrokordatos pour attaquer Arta ; aucun engagement important n'eut lieu et les Grecs ne franchirent pas le Makrynoros.
Revenu à Missolonghi, il a participé, en avril 1826, avec Nótis Bótsaris et Kitsos Tzavelas, à la fameuse sortie de la ville assiégée. Se ruant en avant comme le faisaient habituellement les klephtes, il réussit à sortir en emmenant sa femme. Ayant rejoint les troupes de Georgios Karaiskakis, il repousse une bande d'Albanais au cours de la sortie.
En 1831, il a participé à la cinquième Assemblée nationale grecque comme représentant du Zygos.

## Après la guerre
En 1835, il a été nommé colonel dans l'armée régulière. En 1836 puis en 1837, il a été décoré de la Croix d'or de l'Ordre du Sauveur.
Il décida ensuite de se retirer loin des honneurs politiques et militaires, et finit sa vie dans sa région. Il y est mort en 1841. Une inscription rappelle sa mémoire à Missolonghi.

## Sources et références
- (en) Cet article est partiellement ou en totalité issu de l’article de Wikipédia en anglais intitulé « Dimitrios Makris » (voir la liste des auteurs).

- (el) Cet article est partiellement ou en totalité issu de l’article de Wikipédia en grec moderne intitulé « Δημήτριος Μακρής (στρατιωτικός) » (voir la liste des auteurs).

1. 1 2  Biographie universelle et portative des contemporains, publié sous la direction de MM. Rabbe, Vieilh de Boisjolin et Sainte-Preuve, Paris, 1834, tome 3, pages 415-416 (en ligne)
2. ↑  Dontas, Domna N. (1990). The last phase of the War of Independence in Western Greece: December 1827 to May 1829, Volume 1966. Adolf M. Hakkert. p. 24.  (ISBN 90-256-0987-2). “in 1800, Demetrios Makris, a kleftis, had succeeded his father to the kapetaniliki in the district of Zyghos. A simple yet very stubborn man,”
3. ↑  (el) « Δημήτρης Μακρής Ο Απροσκύνητος Καπετάνιος του Μεσολογγίου / Γιάννη Δ. Μακρή », sur adelfotita-messolonghi.gr (consulté le 19 mars 2014) : « "ο Μακρής παντρεύτηκε την πρώτη εξαδέλφη του Ραζή-Κότσικα Ευπραξία, κόρη του Στάμου Ραζή  Makris a épousé la cousine de Razi-Kotsikas, Eupraxie, fille de Stamos Razis ».
4. ↑  Campbell, John Kennedy; Mazower, Mark (2008). Networks of Power in Modern Greece: Essays in Honor of John Campbell. Columbia University Press. p. 50–51.  (ISBN 0-231-70103-9). “General Dimitrios Makris wedded Eupraxia, daughter of the city notable Samos Razi-Kotsikas, during the siege of Mesolongi by the Turks.”
5. ↑  (el) « H Eπικη Μαχη της Κλεισοβας 25 Μαρτιου 1826 », sur adelfotita-messolonghi.gr (consulté le 19 mars 2016) : « "όπως αναφέρει ο Στρατηγός Νικόλαος Μακρής γιος του ξακουστού οπλαρχηγού Δημήτρη Μακρή" note : Νικόλαος Μακρής: «Ιστορία του Μεσολογγίου», Μεσολόγγιον 1908, σελ. 47. ».
6. ↑  (el) Νικόλαος Δ.  Μακρής, Ιστορία του Μεσολογγίου, Αθήναι, Γ. Τσουκαλάς,‎ 1957 (1re éd. 1908), 239 p.
7. ↑  (el) « Στέφανος Κασιμάτης και George Finlay » [« Stéfanos Kasimatis et Georges Finlay »], Un descendant de Makris, Pétros St. Makris-Staïkos, s'insurge contre le récit de Finlay, adopté par Kasimatis. Quelques détails de la vie de Makris sont évoqués dans cet article, sur istorikathemata.com,‎ 1er juin 2015 (consulté le 21 mars 2016).
8. ↑  (el) « Δημήτρης Μακρής Ο Απροσκύνητος Καπετάνιος του Μεσολογγίου », sur adelfotita-messolonghi.gr (consulté le 21 mars 2016) : « με 28 πρωτοπαλίκαρα και μπουλουξήδες του το άλλο πρωΐ 5 Μαρτίου, στη σκάλα του Μαυροματιού στα ριζά της Βαράσοβας, έκαναν αυτό που ήξεραν σα Κλέφτες που ήταν, ξεκλήρισαν τη φρουρά και άρπαξαν το θησαυρό. avec 28 pallikares ... ils ont fait ce que savaient faire les klephtes qu'ils étaient, ils ont exterminé la garde et se sont emparés du trésor ».
9. ↑  Dakin, Douglas (1973). The Greek struggle for independence, 1821-1833. University of California Press. p. 232.  (ISBN 0-520-02342-0).
10. ↑  (el) « Δημήτρης Μακρής Ο Απροσκύνητος Καπετάνιος του Μεσολογγίου / Γιάννη Δ. Μακρή », sur adelfotita-messolonghi.gr (consulté le 19 mars 2016) : « Discours de Giánnis Makrís, publié à Μεσολόγγι, Ασημακόπουλος, 2014 ».
11. ↑  The United service magazine, Part 1. H. Colburn. 1857. p. 254. OCLC 297320642. “…they were again attacked by a body of Albanians in ambuscade, who rushed upon them with the yell of devils. One of the Greek chiefs, by name Demetrius Makris, however, once more rallied the fainting Greeks in fighting order, and made head against the Albanians, while at last about three hundred of Karaiskaki's braves, attracted by the clash of arms, came down from their lurking places in the mountain, and the Albanians were repulsed.”
12. ↑  (el) « Εφημέρις της κυβερνήσεως του βασίλειου της Ελλάδος, 1835, 2, page 15, paragraphe 10 », sur books.google.fr (consulté le 20 mars 2016) : « εχαρακτηρίσθήκαν εις την εθνοφυλακήν ως συνταγματάρχαι ont été nommés dans la garde nationale comme colonel  και οι πρώην οπλαρχηγοί των διαλελυμένων ατάκτων στρατευμάτων Δημήτριος Μακρής les anciens chefs des troupes irrégulières dissoutes … Dimitrios Makris ».
13. ↑  (el) « Εφημέρις της κυβερνήσεως του βασίλειου της Ελλάδος, 1836, 26 », sur books.google.fr (consulté le 20 mars 2016) : « τον Χρυσούν σταυρόν των ιπποτών …  Δημήτριος Μακρής la Croix d’or des chevaliers …  Dimitrios Makris ».
14. ↑  (el) « Εφημέρις της κυβερνήσεως του βασίλειου της Ελλάδος, 1837, 20, page 1, paragraphe 2 », sur books.google.fr (consulté le 20 mars 2016) : « "παράσυμο έλαβον  ... τον Χρυσούν σταυρόν των ιπποτών …  Δημήτριος Μακρής" "ont reçu la décoration … de la Croix d’or des chevaliers … le colonel de la garde civile Dimitrios Makris" ».
15. ↑  (el) « Ε. `Αλλα Μνημεία στον Κήπο των Ηρώων », sur messolonghi.elea.gr (consulté le 20 mars 2016) : « ΔΗΜΗΤΡΙΟΣ ΜΑΚΡΗΣ ΣΤΡΑΤΗΓΟΣ ΗΓΟΥΜΕΝΟΣ ΦΑΛΑΓΓΟΣ ΤΟΥ ΚΕΝΤΡΟΥ ΤΗΣ ΗΡΩΪΚΗΣ ΦΡΟΥΡΑΣ ΚΑΤΑ ΤΗΝ ΝΥΚΤΑ ΤΗΣ ΕΞΟΔΟΥ ΔΙΕΣΧΙΣΕ ΤΑ ΣΤΙΦΗ ΤΩΝ ΩΧΥΡΩΜΕΝΩΝ ΠΟΛΙΟΡΚΗΤΩΝ ».